# Magic Touch: Wizard for Hire
Magic Touch: Wizard for Hire, tạm dịch: "chạm vào một cách ma thuật" là game đã được phát hành bởi Nitrome vào ngày 25 tháng 2 năm 2015, đưa người chơi quay về tuổi thơ với những trò bắn bong bóng vui nhộn và phá cách. Không như ở phiên bản Flash, ở phiên bản di động của trò chơi có các hình nền và giới thiệu các phép thuật.

## Cách chơi
Người chơi sẽ đóng vai một pháp sư để bảo vệ lâu đài, kẻ thù sẽ đáp xuống lâu đài bằng bóng bay có in những ký hiệu khác nhau, người chơi phải cố gắng làm nổ bóng bay bằng cách vẽ lại ký hiệu sao cho giống nhất trước khi kẻ thù kịp đặt chân xuống. Nếu sai sẽ không được tính và điều đương nhiên là lũ quái vật này sẽ hạ cánh trên tường thành và người chơi sẽ bị tiêu diệt. Khi chúng chết, người chơi cũng sẽ nhận được một số tiền vàng tùy thuộc vào từng cấp độ của quái vật mà nhiều hay ít, nhưng sẽ không hề đơn giản và dễ dàng để bạn có thể làm nổ bóng, tất cả phụ thuộc và độ khó "đường nét" của ký hiệu và tốc độ xuất hiện của kẻ thù. Vì nếu để bất kì kẻ thù nào tiếp đất thì trò chơi sẽ kết thúc.
Magic Touch rất dễ gây nghiện do cách chơi độc đáo cùng với giao diện thân thiện và đồ hoạ pixel rất đẹp. Độ khó trong trò chơi tăng khá nhanh. Điểm càng cao thì chơi càng khó.
Có những kẻ thù phải đeo đến 3, 4 quả bóng trên mình hoặc có kẻ lại mang theo cả hộp bóng với những nét ký hiệu ngoằn nghèo và vô cùng khó nhưng hãy lấy lại tinh thần nhanh chóng và viết lại các ký tự đó một cách nhanh nhẹn, chính xác.
Để có COMBO X2 người chơi phải hạ hai kẻ thù có cùng một ký tự trên màn hình.
Nếu không bắt kịp nhịp chơi chắc chắn màn hình sẽ hiện bảng thông báo game over. Thành tích của game thủ sẽ được tổng kết lại trên bảng ngay sau khi trò chơi hoàn thành hay buộc phải kết thúc, kèm theo đó là khoản tiền thưởng.

## Điều khiển
Dùng tay vẽ lại hình giống nhất như hình trên bóng bay. Trò chơi hỗ trợ cảm ứng đa chạm nên người chơi có thể vẽ nhiều nhất 2 ký tự cùng một lúc.

## Chế độ
Trò chơi có 2 chế độ:
- Arcade: là chế độ chơi "chạy vô tận". Mục tiêu là vẽ càng nhiều hình càng tốt mà không được bỏ sót. Tốc độ xuất hiện kẻ thù sẽ tăng dần theo điểm. Có 3 mức độ:
  - Zen: Có những kẻ thù phải đeo tối đa 4 quả bóng. Cứ mỗi 120 điểm lại có vua bóng bay đeo 15 quả bóng.
  - Classic: Ban đầu chỉ có chữ V, tam giác đi lên, ngang, chữ I. Giai đoạn tiếp theo, người chơi chạm mốc 16 điểm là có nửa tròn, xoắn, chữ V hoặc hình vẽ phức tạp in trên bóng bay màu tím. Đến mốc 20 điểm là có hình vẽ chữ Z, V. Đến mốc 25 điểm sẽ ra 5 kẻ thù có hình vẽ ngẫu nhiên. Đến 30 điểm có kẻ thù phải đeo đến 2 quả bóng và giai đoạn cuối có kẻ lại mang theo cả hộp bóng với những hình vẽ khó khăn.
  - Insane: Có thêm hình vẽ chữ S (hồng) và chữ E lộn ngược (xanh lá cây) nhưng tốc độ các kẻ thù nhanh hơn. Cứ mỗi 10-12 điểm lại có vua bóng bay đeo 24-26 quả bóng.
- Time Attack: mục tiêu là diệt càng nhiều kẻ thù càng tốt trong vòng 60 giây. Sau khi diệt mỗi kẻ thù sẽ nhận được 2 coin. Cứ mỗi 50 kẻ thù lại có một bóng bay tím. Người chơi phải vẽ nhanh hình vẽ phức tạp trên bởi sau 5 giây, bom sẽ bị nổ và bị mất 10 giây từ đồng hồ đếm ngược.

## Các loại vật dụng hỗ trợ

### Phép thuật
Trò chơi có 10 loại phép thuật (xuất hiện dưới dạng chữ cái người chơi buộc phải viết ký tự đó trên màn hình thiết bị để kích hoạt hoặc nó sẽ xuất hiện dưới dạng thuốc phép thuật, chỉ cần chạm để kích nổ chúng):
1. Đóng băng thời gian: Là phép thuật có dạng hình xoắn ốc. Khi vẽ hình này, tất cả các kẻ thù sẽ di chuyển chậm trong một thời gian ngắn.
2. Tia lửa điện: Là phép thuật có dạng hình tia sét. Khi vẽ hình này, tất cả các kẻ thù trên màn hình bị sập xuống, kể cả hòm tiền và thuốc phép thuật.
3. Tường lửa: Là phép thuật có dạng hình trái tim. Khi vẽ hình này, lâu đài sẽ được bao phủ mặt đất bằng lửa. Sau khi có kẻ thù tiếp đất trong 2 giây, tường lửa sẽ biến mất.
4. Tháp pháo: Là phép thuật có dạng hình chữ "M". Khi vẽ hình này, tháp pháo sẽ hiện lên trong một thời gian ngắn. Khi quả bom bắn trực tiếp vào kẻ thù sẽ được một khoản tiền nhưng không được ghi điểm.
5. Biến kẻ thù thành ếch: Là phép thuật có dạng hình chữ "omega" (Ω) trong bảng chữ cái Hy Lạp. Khi vẽ hình này tất cả các kẻ thù trên màn hình sẽ bị biến thành ếch.
6. Tua nhanh: Là phép thuật có dạng hình chữ "phi" (φ) trong bảng chữ cái Hy Lạp. Khi vẽ hình này, kẻ thù ở phía trên màn hình sẽ bị tiêu diệt và tốc độ rơi xuống của kẻ thù sẽ tăng nhanh trong một thời gian ngắn (trừ thuốc phép thuật và hòm tiền).
7. Vũ khí hạt nhân: Là phép thuật có dạng hình chữ "N". Khi vẽ hình này, tất cả các bong bóng trên màn hình bị nổ (kể cả thuốc phép thuật), chỉ cần vẽ một ký tự, kẻ thù sẽ bị tiêu diệt, đồng thời cầu lửa sẽ bắn chéo ra 4 hướng, và được một khoản tiền nhưng có thể có hoặc không được ghi điểm. Người chơi chỉ cần vẽ một ký tự ở thuốc phép thuật sẽ có ngay một phép thuật ngẫu nhiên ở góc dưới phải màn hình.
8. Gọi rồng: Là phép thuật có dạng hình chữ "W". Khi vẽ hình này, màn hình sẽ gọi rồng. Sau 2 giây, tất cả các kẻ thù (kể cả thuốc phép thuật) sẽ bị nổ và không bị ảnh hưởng đến hòm tiền. Lúc này người chơi cần phải vẽ đường đi của rồng thay vì phải vẽ các ký tự trên bóng bay. Khi rồng ăn vào một kẻ thù, người chơi sẽ được ghi điểm như diệt kẻ thù phương pháp vẽ ký tự (kể cả hòm tiền). Khi rồng ăn vào thuốc phép thuật, màn hình xuất hiện phép thuật ở góc dưới phải. Khi rồng ăn vào hòm tiền, người chơi sẽ được nhận 25 xu. Sau một thời gian, màn hình gọi rồng sẽ biến mất.
9. Đại bom: Là phép thuật có dạng hình tam giác, không khép kín. Khi vẽ hình này, mũ pháp sư sẽ bắn lần lượt từng quả bom từ dưới lên trên màn hình và không bị ảnh hưởng đến hòm tiền và thuốc phép thuật.
10. Kỳ lân: Là phép thuật có dạng hình xoắn ngược. Khi vẽ hình này, ban đầu tất cả các bong bóng trên màn hình bị nổ (kể cả thuốc phép thuật nhưng không bị ảnh hưởng bởi hòm tiền) và vạch ngang "x2" xuất hiện. Sau mỗi lần diệt kẻ thù, người chơi sẽ được 2 điểm và bảo lưu khoản tiền. Sau khi có COMBO Xn (n là số kẻ thù có cùng một ký tự) thì người chơi sẽ nhận được 3*n điểm. Kỳ lân sẽ biến mất khi có kẻ thù qua vạch ngang "x2".

### Cảnh nền
Trò chơi có 4 cảnh nền. Người chơi cũng có thể thay cảnh nền bằng việc mua chúng trong shop bằng tiền.
- Gunbrick: cảnh nền màu vàng, giá 2000 xu.
- Jousting: cảnh nền cưỡi ngựa đấu thương màu xanh, giá 5000 xu.
- Beanstalk: cảnh nền màu hồng, giá 10000 xu.
- Magma: cảnh nền Mác ma màu đỏ, giá 20000 xu.

## Các loại đối tượng tương tác

### Bóng bay
Trò chơi có 10 loại bóng bay ứng với 8 màu khác nhau. Các loại bóng bay tương ứng là: ngang (xanh lục đậm), chữ I (hồng), tam giác đi lên (xanh lam nhạt), tam giác đi xuống (cam), nửa tròn (nâu), xoắn (vàng), chữ Z (đỏ) và 3 hình vẽ phức tạp màu tím.

### Hòm tiền
Mỗi hòm tiền đựng 5 ký tự nối tiếp khác nhau chở con dơi ngang qua trong 7 ký tự ngẫu nhiên (trừ các ký tự đặc biệt in trên bóng bay màu tím). Để mở hòm tiền, người chơi phải vẽ 5 ký tự khác nhau. Sau khi mở, người chơi sẽ nhận 25 xu.

### Thuốc phép thuật
Thuốc phép thuật là quả cầu rơi từ trên cao xuống với 5 ký tự nối tiếp khác nhau trong 7 ký tự (trừ các ký tự in trên bóng bay màu tím). Để mở thuốc phép thuật, người chơi phải vẽ 5 ký tự khác nhau. Sau khi mở, người chơi sẽ nhận được phép thuật ngẫu nhiên ở góc dưới phải màn hình. Có thể kích nổ bất cứ lúc nào.

### Bong bóng phép thuật
Bong bóng phép thuật xuất hiện dưới dạng chữ cái người chơi phải viết ký tự chứa phép thuật trên màn hình để kích hoạt.

## Các loại kẻ thù
Trò chơi có năm loại kẻ thù:
- Robot: là loại kẻ thù màu xám đeo từ 1 đến 3 quả bóng. Sau khi diệt sẽ nhận được 4 xu.
- Kẻ thù bóng tối: tương tự như robot. Muốn tiêu diệt người chơi phải vẽ 1 ký tự in trên bóng bay màu tím. Sau khi diệt sẽ nhận được 4 xu
- Trùm nhỏ: là loại kẻ thù màu vàng đeo từ 4 đến 7 quả bóng. Sau khi diệt sẽ nhận được 20 xu.
- Kẻ thù cướp tiền: tương tự như robot. Nó xuất hiện khi người chơi đạt mốc 45 hoặc 46 điểm. Sau 1-2 giây sẽ bị mất 3 xu.
- Trùm lớn: là loại kẻ thù đeo 24-26 quả bóng trong đó chỉ có 5 quả bóng có in sẵn ký tự. Nó xuất hiện khi người chơi đạt mốc 77-84 điểm. Sau khi diệt sẽ nhận được 80 xu.

## Tính năng chính
Tính năng chính của Magic Touch cho Android/iOS:
- Nhận diện cử chỉ vẽ tay trực quan.
- Khái niệm về game rất đơn giản, mọi người đều có thể nắm bắt.
- Trung tâm hỗ trợ game đầy đủ để cạnh tranh với bạn bè.
- Thu thập xu để mở khóa các loại phép thuật mới.
- Làm chậm thời gian
- Biến kẻ thù thành ếch.
- Triệu hồi một con rồng hùng mạnh.
- Bao phủ mặt đất bằng lửa.
- Xây tháp pháo và tháp súng.